# 가평교통
가평교통(加平交通)은 대한민국 경기도 가평군에 있는 버스 운수업체이다. 대표 노선으로 가평군, 남양주시, 구리시 등지에서 서울특별시까지 운행하는 1330번 계열 노선이 있으며, 이 노선들은 2000년 삼용버스 부도 당시 KD운송그룹에 넘어가려 했던 것을 인수하여 오늘에 이르고 있다.

## 연혁
- 1965년 12월 29일: 경기여객운수 (현 경기고속)에서 분리 독립하여 삼용버스(주)설립[1]
- 1965년 12월 31일: 직영운수업체 확인증 교부
- 1966년 9월 30일: 삼진여객, 삼일운수 인수
- 1978년 1월 31일: 명진운수 (경기운수와는 무관한 옛 시외버스 업체) 일부노선 인수
- 1980년 7월 28일: 강원도 사업면허인가 (춘천 ~ 사창리노선 운행)
- 1987년 5월 1일: 가평시외버스터미널 신축 후 본사 이전, 화천군 화천읍 하리에 화천지점 설치.
- 1991년 10월 22일: 삼용버스에서 진흥여객으로 상호변경
- 1993년 9월 12일: 남양주시 화도읍 마석우리에 남양주지점 설치.
- 1995년 11월 15일: 주주 및 임원 변경 대표이사 회장 허춘만 취임
- 1997년 6월 21일: 대진운수 (현 경기버스) 시외버스 부분 인수
- 2000년 3월 30일: 청평시외버스터미널 강원고속과 공동인수
- 2001년 1월 22일: 삼용버스 노선 (1330번) 인수
- 2002년 8월 1일: 대표이사 회장 이원표 취임
- 2003년 3월 24일: 대표이사 사장 이창동 취임
- 2005년 10월 21일: 사명을 진흥여객에서 진흥고속으로 상호변경
- 2013년 11월 11일: 대표이사 사장 민경운 취임
- 2015년 10월 5일: 가평군 따복버스 운행시작
- 2019년 2월 27일: 대표이사 사장 백종진 취임.
- 2020년 3월 5일: 진흥고속에서 가평교통으로 사명 변경.
- 2022년 1월 3일: 현 대표이사 사장 박원범 취임.
- 2022년 1월 6일: 선진네트웍스 그룹 버스 사업 부문 계열사로 편입.

## 현황
2021년 1월 기준이다.
| 운행업체 | 보유 노선수 | 보유 노선수 | 보유 노선수 | 보유 노선수 | 보유 노선수 | 등록 대수 | 등록 대수 | 등록 대수 | 등록 대수 | 등록 대수 |
| -------- | ----------- | ----------- | ----------- | ----------- | ----------- | --------- | --------- | --------- | --------- | --------- |
| 운행업체 | 노선 합계   | 광역급행    | 직행좌석    | 일반좌석    | 시내일반    | 대수 합계 | 광역급행  | 직행좌석  | 일반좌석  | 시내일반  |
| 가평교통 | 58          | -           | 8           | -           | 50          | 44        | -         | 20        | -         | 32        |

## 운행 노선

### 농어촌버스
- ● 80번: 현리터미널 ↔ 태봉리 ↔ 율길삼거리 ↔ 서파 ↔ 베어스타운 ↔ 내촌 ↔ 마명리 ↔ 광릉내[3]
- ● 현리지선: 현리터미널 기점으로 하여 가평일대를 운행하는 농어촌버스 노선이다.
- ● 청평지선: 청평터미널 기점으로 하여 가평일대를 운행하는 농어촌버스 노선이다.
- ● 설악지선: 설악터미널 기점으로 하여 가평일대를 운행하는 농어촌버스 노선이다.
- ● 가평지선: 가평터미널 기점으로 하여 가평일대를 운행하는 농어촌버스 노선이다.

### 직행좌석버스
- ● 1330-2번: 가평터미널 ↔ 가평역 ↔ 상천역 ↔ 청평면 ↔ 대성리역 ↔ 마석역 ↔ 평내호평역 ↔ 남양주시청 ↔ 금곡역 ↔ 도농역 ↔ 구리역 ↔ 구리시외버스정류장 ↔ 돌다리 ↔ 교문사거리 ↔ 망우리고개 ↔ 망우역 ↔ 상봉역 (상봉시외버스터미널) ↔ 중랑역 ↔ 회기역 (경희대학교, 서울시립대학교) ↔ 청량리역
- ● 1330-3번: 목동터미널 ↔ 가평군청 ↔ 가평터미널 ↔ 가평역 ↔ 상천역 ↔ 청평면 ↔ 대성리역 ↔ 마석역 ↔ 평내호평역 ↔ 남양주시청 ↔ 금곡역 ↔ 도농역 ↔ 구리역 ↔ 돌다리 ↔ 교문사거리 ↔ 망우리고개 ↔ 망우역 ↔ 상봉역 (상봉시외버스터미널) ↔ 중랑역 ↔ 회기역 (경희대학교, 서울시립대학교) ↔ 청량리역 (2014년 7월 20일 폐선 후 2018년 12월 1일 부활)
- ● 1330-4번: 현리터미널 ↔ 대성리역 ↔ 마석역 ↔ 평내호평역 ↔ 남양주시청 ↔ 금곡역 ↔ 도농역 ↔ 구리역 ↔ 구리시외버스정류장 ↔ 돌다리 ↔ 교문사거리 ↔ 망우리고개 ↔ 망우역 ↔ 상봉역 (상봉시외버스터미널) ↔ 중랑역 ↔ 회기역 (경희대학교, 서울시립대학교) ↔ 청량리역 (1330-4번 현리 ↔ 청량리역 운행)
- ● 1330-44번: (상판리 ↔ ) 현등사 ↔ 현리터미널 ↔ 대성리역 ↔ 마석역 ↔ 평내호평역 ↔ 남양주시청 ↔ 금곡역 ↔ 도농역 ↔ 구리역 ↔ 구리시외버스정류장 ↔ 돌다리 ↔ 교문사거리 ↔ 망우리고개 ↔ 망우역 ↔ 상봉역 (상봉시외버스터미널) ↔ 중랑역 ↔ 회기역 (경희대학교, 서울시립대학교) ↔ 청량리역
- ● 7000번: 가평터미널 ↔ 청평면 ↔ 설악면 ↔ 설악 나들목 ↔ 서울양양고속도로 ↔ 강일 나들목 ↔ 올림픽대로 ↔ 잠실역
- ● 7001번: HJ매그놀리아국제병원 ↔ 설악면 ↔ 설악 나들목 ↔ 서울양양고속도로 ↔ 강일 나들목 ↔ 올림픽대로 ↔ 잠실역
- ● 7002번: 유명산 ↔ 설악면 ↔ 설악 나들목 ↔ 서울양양고속도로 ↔ 강일 나들목 ↔ 올림픽대로 ↔ 잠실역

### 간선급행버스
- ● 8005번: 유명산 ↔ 설악면 ↔ 설악 나들목 ↔ 서울양양고속도로 ↔ 강일 나들목 ↔ 서울외곽순환고속도로 ↔ 남양주 나들목 ↔ 구리역 ↔ 구리시외버스정류장 ↔ 돌다리 ↔ 교문사거리 ↔ 망우리고개 ↔ 망우역 ↔ 상봉역 (상봉시외버스터미널) ↔ 중랑역 ↔ 회기역 (경희대학교, 서울시립대학교) ↔ 청량리역

### 맞춤형버스
| 노선 번호 | 운행구간   | 운행구간 | 운행구간            | 경유지                                                                                           | 운행 대수 | 운행 횟수 | 배차 간격 | 비고             |
| --------- | ---------- | -------- | ------------------- | ------------------------------------------------------------------------------------------------ | --------- | --------- | --------- | ---------------- |
| 50-1      | 가평역     | ↔        | 적목리 (용수동종점) | 가평터미널, 목동, 논남, 백둔리                                                                   | 1대       | 1회       | -         | 평일 통학형 노선 |
| 50-2      | 가평터미널 | ↔        | 가평군청            | 가평오거리, 가평역, 가평고                                                                       | 2대       | 25회      | 30분      | 평일 생활형 노선 |
| 50-3      | 목동       | ↔        | 백둔리              | 백둔리입구                                                                                       | 1대       | 8회       | 40~60분   | 주말 관광형 노선 |
| 50-4      | 목동       | ↔        | 적목리 (용수동종점) | 명지산, 논남                                                                                     | 1대       | 5회       | -         | 주말 관광형 노선 |
| 50-5      | 목동       | ↔        | 멱골                | 농공단지                                                                                         | 1대       | 5회       | -         | 주말 관광형 노선 |
| 60-10     | 가평터미널 | ↔        | 가평터미널          | 레일바이크 → 가평군청 → 읍내10리 → 에덴빌라4차 → 가평종합운동장 → 가평역 → 가평고등학교 → 자라섬 |           | 13회      | 60분      | 순환 맞춤형 노선 |
| 60-19     | 가평터미널 | ↔        | 가평터미널          | 레일바이크 → 가평군청 → 읍내10리 → 에덴빌라4차 → 가평종합운동장 → 가평역 → 가평고등학교 → 자라섬 |           | 11회      | 60분      | 순환 맞춤형 노선 |

### 가평시티투어
- ● 가평시티투어: 가평터미널 ↔ 아침고요수목원

## 이전 운행 노선

### 직행좌석버스
- ● 1330번: 청평터미널 ↔ 대성리역 ↔ 마석역 ↔ 평내호평역 ↔ 남양주시청 ↔ 금곡역 ↔ 도농역 ↔ 구리역 ↔ 구리시외버스정류장 ↔ 돌다리 ↔ 교문사거리 ↔ 망우리고개 ↔ 망우역 ↔ 상봉역 (상봉시외버스터미널) ↔ 중랑역 ↔ 회기역 (경희대학교, 서울시립대학교) ↔ 청량리역 (2013년 경 폐선)
- ● 1330-1번: 남이터 ↔ 대성리역 ↔ 마석역 ↔ 평내호평역 ↔ 남양주시청 ↔ 금곡역 ↔ 도농역 ↔ 구리역 ↔ 돌다리 ↔ 교문사거리 ↔ 망우리고개 ↔ 망우역 ↔ 상봉역 (상봉시외버스터미널) ↔ 중랑역 ↔ 회기역 (경희대학교, 서울시립대학교) ↔ 청량리역 (2012년 경 폐선)
- ● 1330-5번: 청심국제병원 ↔ 설악면 ↔ 청평면 ↔ 대성리역 ↔ 마석역 ↔ 평내호평역 ↔ 남양주시청 ↔ 금곡역 ↔ 도농역 ↔ 구리역 ↔ 구리시외버스정류장 ↔ 돌다리 ↔ 교문사거리 ↔ 망우리고개 ↔ 망우역 ↔ 상봉역 (상봉시외버스터미널) ↔ 중랑역 ↔ 회기역 (경희대학교, 서울시립대학교) ↔ 청량리역 (2015년 1월 26일 폐선)
- ● 1330-6번: 묵안리 ↔ 청평면 ↔ 대성리역 ↔ 마석역 ↔ 평내호평역 ↔ 남양주시청 ↔ 금곡역 ↔ 도농역 ↔ 구리역 ↔ 구리시외버스정류장 ↔ 돌다리 ↔ 교문사거리 ↔ 망우리고개 ↔ 망우역 ↔ 상봉역 (상봉시외버스터미널) ↔ 중랑역 ↔ 회기역 (경희대학교, 서울시립대학교) ↔ 청량리역 (2009년 8월 24일 폐선)
- ● 1330-7번: 유명산 ↔ 청평면 ↔ 대성리역 ↔ 마석역 ↔ 평내호평역 ↔ 남양주시청 ↔ 금곡역 ↔ 도농역 ↔ 구리역 ↔ 구리시외버스정류장 ↔ 돌다리 ↔ 교문사거리 ↔ 망우리고개 ↔ 망우역 ↔ 상봉역 (상봉시외버스터미널) ↔ 중랑역 ↔ 회기역 (경희대학교, 서울시립대학교) ↔ 청량리역 (2009년 8월 24일 폐선)
- ● 8004번: 청심국제병원 ↔ 설악면 ↔ 설악 나들목 ↔ 서울양양고속도로 ↔ 강일 나들목 ↔ 서울외곽순환고속도로 ↔ 남양주 나들목 ↔ 구리역 ↔ 돌다리 ↔ 교문사거리 ↔ 망우리고개 ↔ 망우역 ↔ 상봉역 (상봉시외버스터미널) ↔ 중랑역 ↔ 회기역 (경희대학교, 서울시립대학교) ↔ 청량리역 (간선급행버스) (2009년 8월 24일 ~ 2012년)

### 시외버스
- 2019년 7월 1일 7000번 계열을 제외한 전 노선이 강원고속으로 이관되었다.

- ● R8281번: 인천 ↔ 안양 ↔ 장현 ↔ 포천 ↔ 운천 ↔ 동송 (2019년 1월 1일 폐선)
- ● R8283번: 인천 ↔ 안양 ↔ 도농 ↔ 마석 ↔ 청평 ↔ 가평 ↔ 춘천 (강원고속과 공동운행)
- ● R1204번: 화천 ↔ 춘천 ↔ 가평 ↔ 청평 ↔ 대성리역 ↔ 동서울
- ● R2305번: 춘천 ↔ 가평 ↔ 청평 ↔ 마석 ↔ 도농 ↔ 천안
- ● R8208번: 춘천 ↔ 성남 (강원고속, 대원고속과 공동운행)
- ● R8245번: 춘천 ↔ 가평 ↔ 청평 ↔ 오산 ↔ 송탄 ↔ 평택 (대원고속, 강원고속과 공동운행)
- ● R8251번: 춘천 ↔ 가평 ↔ 청평 ↔ 마석 ↔ 도농 ↔ 안산
- ● R8254번: 춘천 ↔ 가평 ↔ 청평 ↔ 마석 ↔ 돌다리 ↔ 고양화정 ↔ 고양 (강원고속과 공동운행)
- ● R8260번: 춘천 ↔ 가평 ↔ 청평 ↔ 마석 ↔ 도농 ↔ 수원[4]

## 보유 차량
현대자동차
- 현대 카운티
- 현대 그린시티
- 현대 뉴 슈퍼 에어로시티
- 현대 일렉시티
- 현대 유니버스 스페이스 엘레강스
- 현대 뉴 프리미엄 유니버스 엘레강스
- 현대 뉴 프리미엄 유니버스 프라임

스카이웰
- 스카이웰 네오포스
- 스카이웰 리오네

## 갤러리

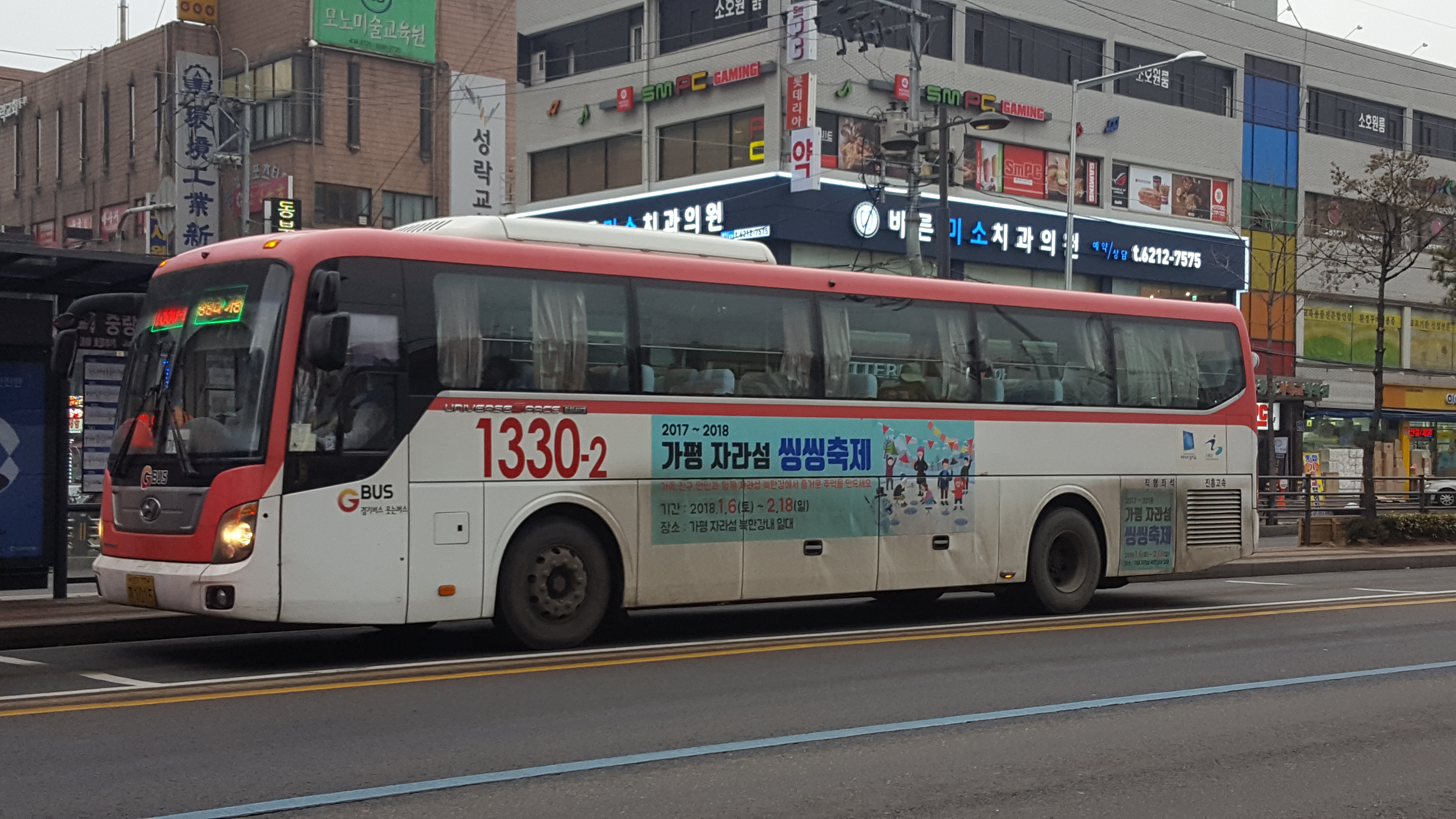
가평농어촌버스 1330-2번
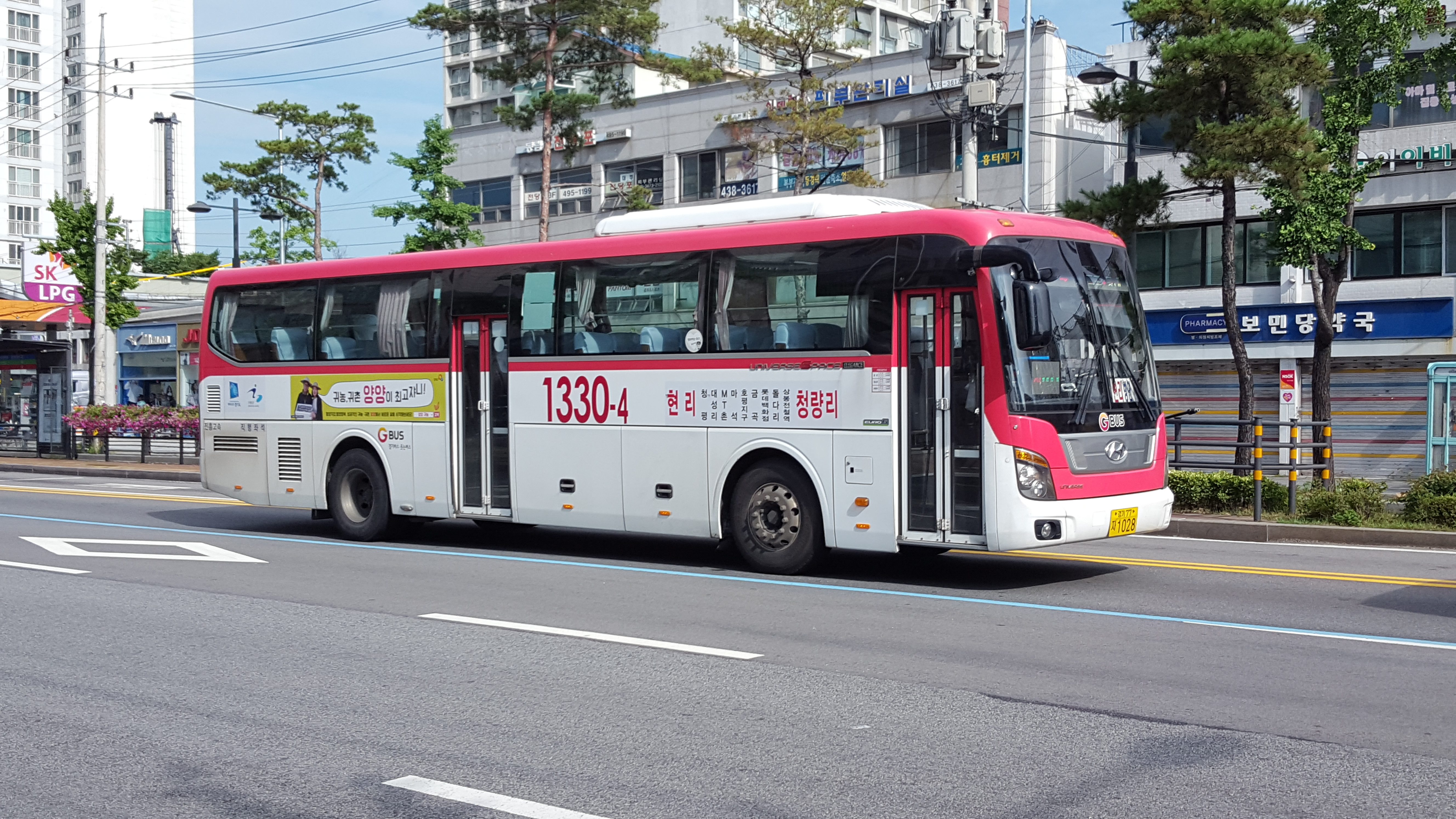
가평농어촌버스 1330-4번
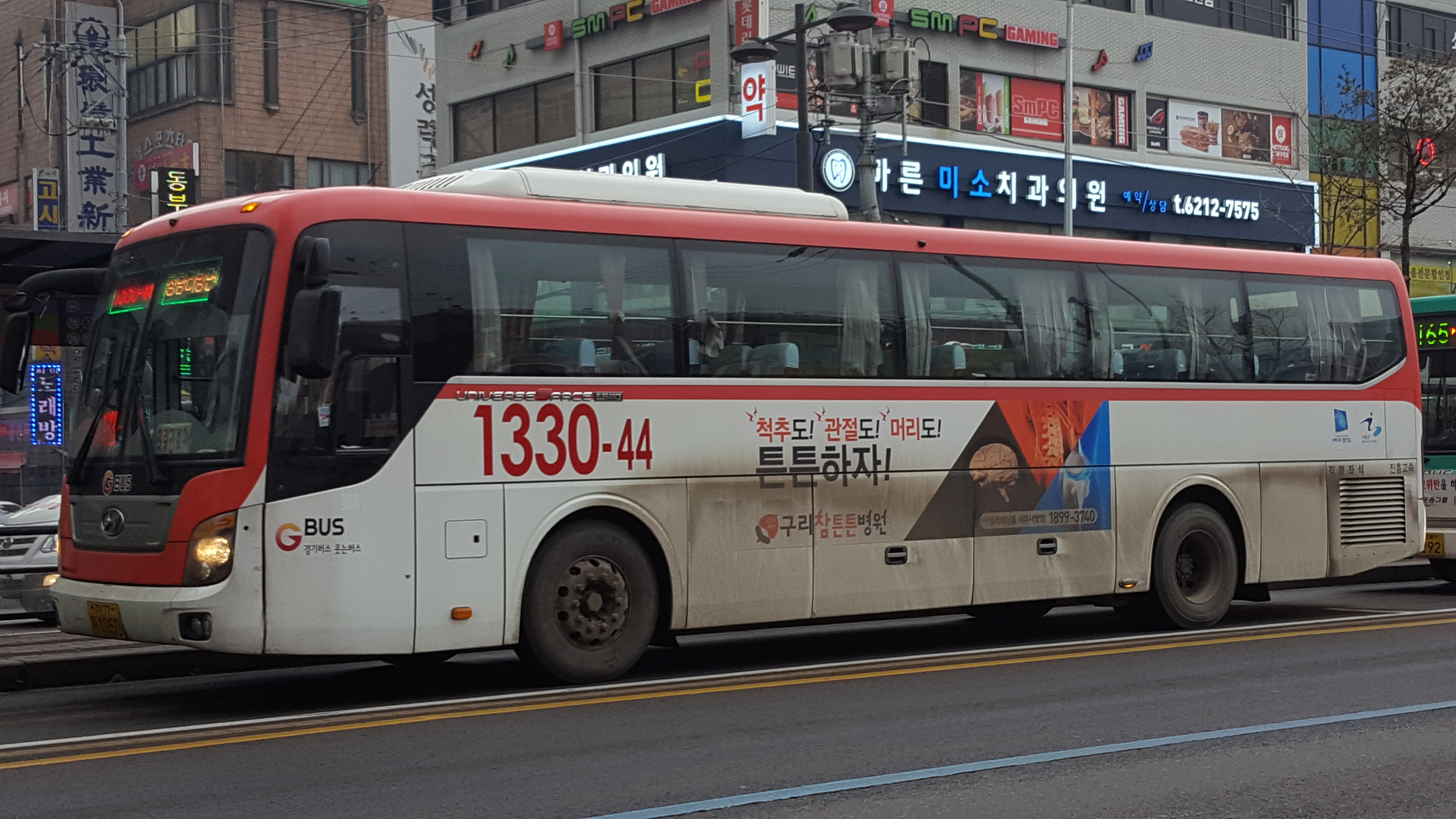
가평농어촌버스 1330-44번
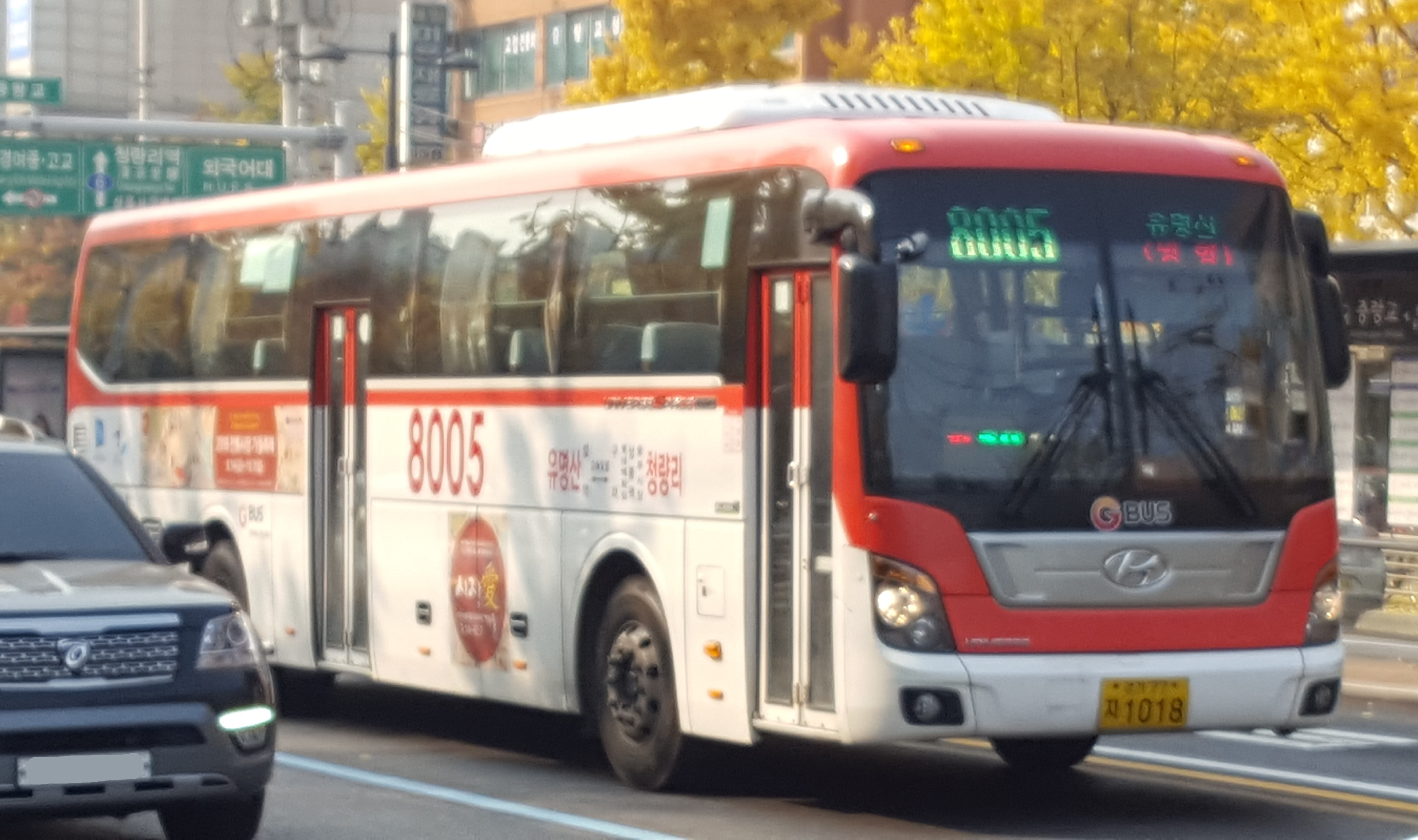
가평농어촌버스 8005번